# Staroasirsko razdoblje
Staroasirsko razdoblje u istraživanju povijesti područja Mezopotamije odnosi se na razdoblje koje počinje oko 1906. pr. Kr., a obilježeno je početkom širenja asirskih interesa izvan područja Središnje Asirije označenog gradovima Ašur, Niniva, Arbela i Kalah. Ovo razdoblje završava oko 1380. pr. Kr., stvaranjem preduvjeta za nastanak pravog carstva sa snažnim utjecajem izvan svojih granica. To sljedeće razdoblje naziva se Srednjoasirsko Carstvo.

### Staroasirske trgovačke kolonije
Zahvaljujući sasvim slučajnom otkriću velikog arhiva spisa pisanih klinopisom u Anatoliji, do nas su stigle značajne informacije o gospodarstvu grada-države Ašura u njegovoj nastarijoj povijesti. Arhiv je otkriven u starom gradu Kanišu (današnji Kültepe u Turskoj), a iz njega je očito da je Ašur imao cijeli niz trgovačkih kolonija u Anatoliji. Većina dokumenata bavi se gospodarskim i trgovinskim pitanjima. Među njima su ugovori, upravni dokumenti i trgovačka pisma. Nažalost, nije nađena i druga strana ove korespondencije koja je morala biti pohranjena u Ašuru. Ovi dokumenti potvrđuju da je Ašur početkom 2. tisućljeća imao veliko međunarodno trgovinsko značenje.
Kolonija u Kanišu bavila se pretežito trgovinom kositra, koji je uz bakar, bio neophodan za proizvodnju bronce. Nije potrebno naglašavati važnost ove trgovine, jer je riječ o razdoblju koje se obično naziva brončano doba. Kolonija je bila na usponu kroz 150 godina (oko 1900. – 1750. pr. Kr.), a njezini su trgovci bili punopravni građani Ašura, pa je i njihovo naselje ostalo neovisno i izolirano od okolnih mjesta u Anatoliji. Nije poznato ni da je bilo sukoba između kolonije i susjednih, domaćih naroda, a razlog je tomu vjerojatno obostrana korist. Od vladara Ašura u to se doba spominje Sargon I.

### Amorićansko razdoblje
Gospodarski napredak ranih gradova središnje Asirije prekinula je amorićanska najezda. Amorićani su bili semitski narod iz pustinje Sirije i Arabije koji su početkom 2. tisućljeća pr. Kr. provalili u Mezopotamiju. Kroz prva dva stoljeća toga tisućljeća utemeljili su nekoliko različitih vladarskih dinastija u gradovima-državama Asirije, Sirije i Babilonije. Ova je najezda, koja se protegla kroz više naraštaja, prouzročila veliku nesigurnost i brojne sukobe, ne samo između starosjedilaca i pridošlica, nego i između raznih gradova-država.
Amorićani su bili podijeljeni u više plemea, koja su predvodili moćni plemenski starješine. Među najmoćnije ubraja se Šamši-Adad I. (oko 1813. – 1781. pr. Kr.), jedan od najzanimljivijih likova rane asirske povijesti. Premda je bio nomadskog porijekla, kako svjedoče tadašnji i nešto kasniji izvori, Šamši-Adad I., nakon što je uspio osvojiti veći dio Asirije, uspio je postići priznanje kao zakoniti vladar Ašura i izravan nasljednik tamošnjih vladara. Tako asirski popis kraljeva Šamši-Adadove pretke navodi kao vladare Ašura, iako to nikako nije moglo odgovarati istini.
Na svojim putovanjima Šamši-Adad stigao je i do Babilonije, te bio zasigurno opčinjen njezinom kulturom, jer je kasnije u Asiriju uveo babilonske običaje, pa i obilježja babilonske religije. Kad je konačno osvojio Ašur, posvetio se građevinskim radovima, a osobito oko hrama boga Ašura, kojega je držao ekvivalentom babilonskoga boga Enlila. Iz dokumenata na klinopisu iz Marija na srednjem toku Eufrata saznajemo o Šamši Adadovu osvajanju toga grada, te postavljanju njegova mlađeg sina Jasmah Adada za upravitelja grada. Starijeg sina, Išme Dagana, postavio je upraviteljem Ekalatuma. Tako se mogao posvetiti osvajanju Sirije gdje zauzima grad Šubat-Enlil i čini ga svojom prijestolnicom. Tako je zagospodario čitavim područjem sjeverno od današnjeg Bagdada, zapadno od gornjeg toka Tigrisa, istočno od srednjeg toka Eufrata, te na zapad do središnje Sirije. Dotad na tom području nije bilo tako velike sile.
Nakon Šamši-Adadove smrti, oko 1781. pr. Kr., događaji su se u Mezopotamiji dramatično promijenili. Iz Babilonije je provalio Hamurabi te u samo nekoliko godina osvojio prvo Mari, a potom i Ašur. Nakon Hamurabija, malo je poznato o asirskoj povijesti, osim da su Ašuru prijetila plemena s gorja Zagros, te da su s istoka provalili Horijci koji će potom i zagospodariti zemljom.

### Horijci i kraljevstvo Mitani
Od 18. do 14. stoljeća pr. Kr. vrlo je malo poznato o području Asirije i o gradovima-državama poput Ašura i Ninive. Razlog je tome pomutnja što su je unijele velike migracije novih naroda prema sjevernoj Mezopotamiji. Među ovim narodima ističe se onaj koji je utemeljio kraljevstvo Mitani sa središtem uz rijeku Haburu, koje se za svoga najvećeg uspona prostiralo sve do Taurusa na zapadu i Asirije na istoku. Čini se da je ponekad ovo kraljevstvo kontroliralo i gradove Ašur i Ninivu. Malo je, međutim poznato o tom kraljevstvu, jer njegova prijestolnica Vaššukani još nije identificirana, pa arheolozi nisu mogli doći u posjed eventualnih arhiva. Nešto je poznato iz stranih izvora - asirskih, babilonskih, hetitskih i egipatskih - iz kojih se može naslutiti da je bila riječ o velikoj sili sredinom 2. tisućljeća, te da su se njezini kraljevi odnosi kao ravnopravni prema egipatskim faraonima i hetitskim vladarima.
Ovo je kraljevstvo bilo sastavljeno od dva etnička elementa: indoeuropljana i Horijaca, čiji jezik nije bio ni indoeuropski, ni semitski, a čini se da su na to područje došli preko Kavkaza. Značajka ovog dvostrukog naroda bila je vještina uzgoja i korištenja konja i to je njihov najveći doprinos civlizaciji Asirije i Mezopotamije. Oni su zapravo uveli uzgoj konja u cijelo područje Plodnog polumjeseca. Prvi su počeli koristiti konje za vuču laganih dvokolica, kočija koje su im davale prednost u bitkama. Ubrzo su to od njih preuzeli i Hetiti i Asirci, što će im omogućiti ponovni uspon.

### Uspon Asirije (oko 1741. – 1274. pr. Kr.)
Uspon Asirije kao države toga imena počeo je nakon dugog razdoblja koje se obično naziva »mračnim dobom.«

#### »Mračno doba«(oko 1741. – 1364. pr. Kr.)
Do 14. st. pojam »Asirija« može se koristiti samo u zemljopisnom smislu, a otada se pojavljuje i prva država toga imena. Do tada je, kroz gotovo četiri stoljeća, trajalo »mračno doba.« Jedini dokument koji donekle govori o tom razdoblju jest Popis asirskih kraljeva, no upravo se za to doba ovaj popis odnosi isključivo na kraljeve Ašura, te ništa nije poznato o događajima u drugim velikim gradovima toga područja. Prema tome popisu, Išme Dagan I. (oko 1780. – 1741.) prvi je nasljednik Šamši Adada I., a nakon njega slijedi niz raznih imena, dok nas na kraju ne izvijesti da je novu kraljevsku liniju osnovao Adasi, za kojega kaže da je »ničiji sin«, to jest uzurpator.

#### Vladavina Ašur-ubalita I. (oko 1363. – 1328. pr. Kr.)
Dugotrajna vladavina Ašur-ubalita I. označuje ujedno i prvu pojavu Asirije kao političke stvarnosti, te početak njezina uspona sve dok se ne ubroji među najveće sile drevnog Bliskog istoka. Ovo se razdoblje obično naziva razdobljem Amarne, a Ašur-ubalit igrao je, uz Hetite, drevni Egipat, Kraljevstvo Mitani i Babiloniju, vodeću ulogu u Plodnom polumjesecu. On je ujedno i prvi asirski vladar koji se i službeno nazvao »kraljem Asirije«, dok su se prethodni vladari u gradu-državi Ašur nazivali »namjesnicima boga Ašura.
Ipak, vrlo je malo poznato o razdoblju Ašur-ubalita I. Zna se da je upravljao jedinstvenom i snažnom državom, da je i od ostalih vladara bio priznat kao moćan vladar, te da je kroz prilično dugo razdoblje imao vlast i nad Babilonijom. Dva njegova pisma nađena su u egipatskoj Amarni, a u njima se asirski kralj egipatskom faraonu obraća kao sebi ravnome. Sadržaj pisama odnosi se na dobre trgovačke i vjerojatno političke odnose između dvije zemlje.
Više pojedinosti ima o njegovim odnosima s Babilonijom. Ašur-ubalitova kći udala se za babilonskoga kralja, pa je Ašur-ubalitov unuk postao vladar Babilonije, u čemu mu je pomogao sam Ašur-ubalit I. Kad je došlo do pobune te je Ašur-ubalitov unuk svrgnut i ubijen, a na njegovo mjesto postavljen drugi kralj, asirski kralj provaljuje u Babiloniju, svrgava uzurpatora, a na njegovo mjesto postavlja kralja po svom izboru, te je do kraja života imao važnu ulogu u upravljanju Babilonijom.

#### Početak sjaja Asirije (oko 1327. – 1274. pr. Kr.)
Stabilnost što ju je u Asiriji uspostavio Ašur-ubalit I. postat će temelj na kojem će njegov sin, Enlil-nirari, i dva unuka, Arik-din-ili i Adada-nirari I., izgraditi carstvo. Njih trojica vladali sveukupno preko pola stoljeća, a u tom su razdoblju nastojali učvrstiti i proširiti granice Asirije, no istovremeno su i izgubili nadzor nad Babilonijom. Najznačajniji uspjeh predstavljalo je širenje teritorija prema zapadu na područje koje je dotada pripadalo kraljevstvu Mitani, što je asircima donijelo bogatstvo i samopouzdanje. Odlučujuću je ulogu imao Adad Narari I. koji je poveo dva pohoda protiv toga kraljevstva, što je dovelo do konačnog pripajanja pola toga područja u Asirsko Carstvo.